# Fyns Hoved

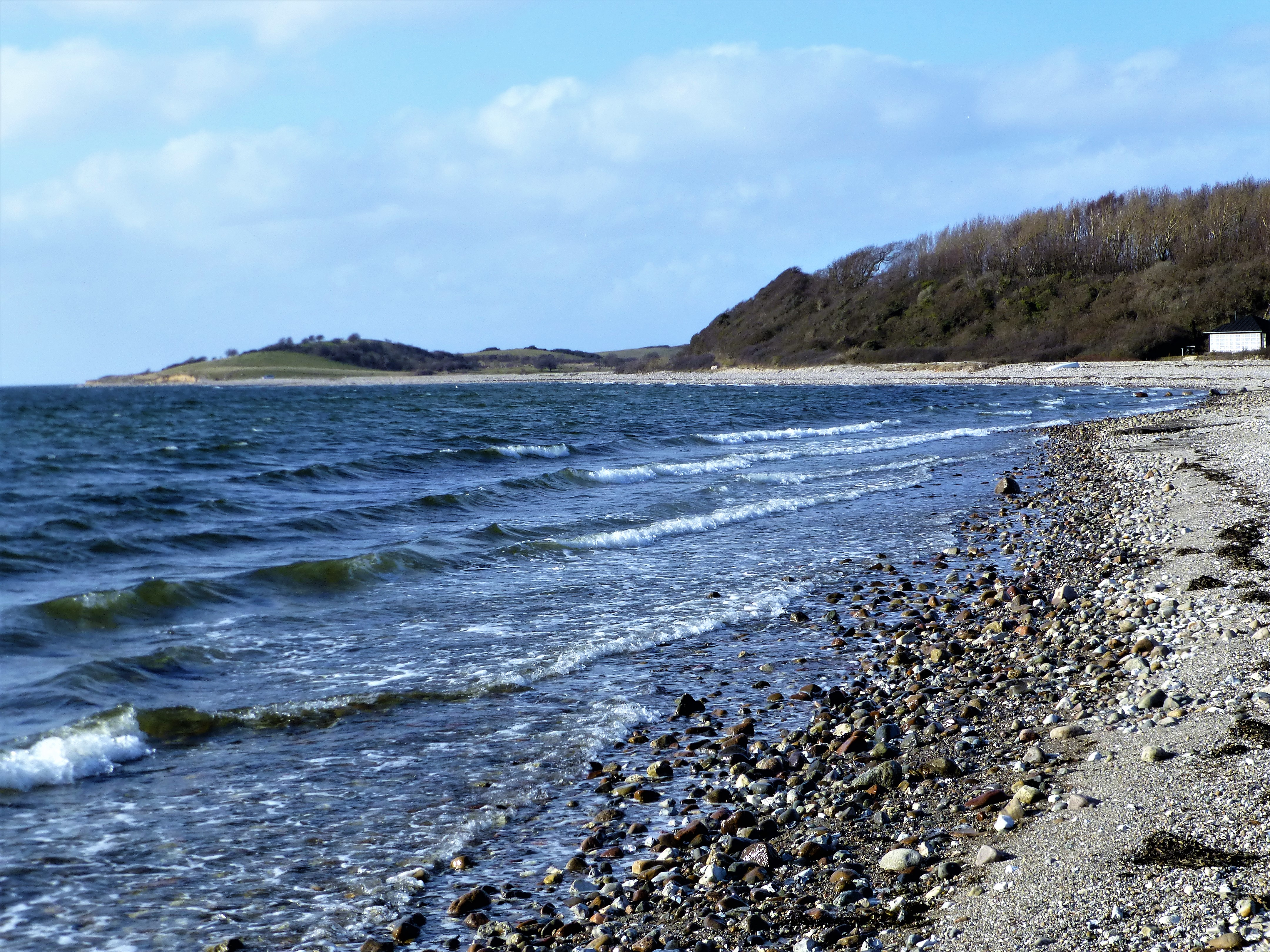
Fyns Hoved

Fyns Hoved (deutsch Kopf Fünens) heißt die nordwestliche Spitze der Halbinsel Hindsholm von Fünen, Dänemark. Hier liegt der Naturhafen Korshavn. Das Klima ist trocken und begünstigt eine besondere Vegetation. Aus der Zeit des Zweiten Weltkriegs finden sich Reste von deutschen Radar- und Befestigungsanlagen.